# Dyscia psoricaria
Dyscia psoricaria là một loài bướm đêm trong họ Geometridae.